# منتخب الجبل الأسود تحت 21 سنة لكرة اليد للسيدات
منتخب الجبل الأسود تحت 21 سنة لكرة اليد للسيدات هو ممثل الجبل الأسود الرسمي في المنافسات الدولية في كرة اليد للسيدات
.